# Мшанка (приток Пагубы)
Мшанка (Песковатка) — река в России, протекает по Плюсскому району Псковской области. Устье реки находится в 0,8 км от устья Пагубы по правому берегу, у деревни Лышницы. Длина реки составляет 10 км.
На реке стоит деревня Нежадово Плюсской волости.

## Данные водного реестра
По данным государственного водного реестра России относится к Балтийскому бассейновому округу, водохозяйственный участок реки — Нарва. Относится к речному бассейну реки Нарва (российская часть бассейна).
Код объекта в государственном водном реестре — 01030000412102000026901.